# Potzehne
Potzehne è una frazione della città tedesca di Gardelegen, nella Sassonia-Anhalt.
Fino al 31 dicembre 2009 è stato comune autonomo.
La ancora riconoscibile struttura a rundling testimonia dell'origine soraba dell'insediamento.